# Metropolia di Voronež

Localizzazione dell'oblast' di Voronež nel territorio della Federazione Russa.

La metropolia di Voronež (in russo: Воронежская митрополия) è una delle province ecclesiastiche che costituiscono la Chiesa ortodossa russa.
Istituita dal Santo Sinodo il 25 dicembre 2013, comprende l'intera oblast' di Voronež nel circondario federale centrale.
È costituita da tre eparchie:
- Eparchia di Voronež
- Eparchia di Borisoglebsk
- Eparchia di Rossoš'

Sede della metropolia è la città di Voronež, il cui vescovo ha il titolo di "Metropolita di Voronež e Liski".